# Angelogelasinus obscuripennis
Angelogelasinus obscuripennis är en tvåvingeart som först beskrevs av Friedrich Georg Hendel 1948.  Angelogelasinus obscuripennis ingår i släktet Angelogelasinus och familjen borrflugor. Inga underarter finns listade i Catalogue of Life.